# Amburana cearensis
El ishpingo o roble criollo (Amburana cearensis)  es una especie fanerógama de árbol maderable de las leguminosas, en la familia de las fabáceas.

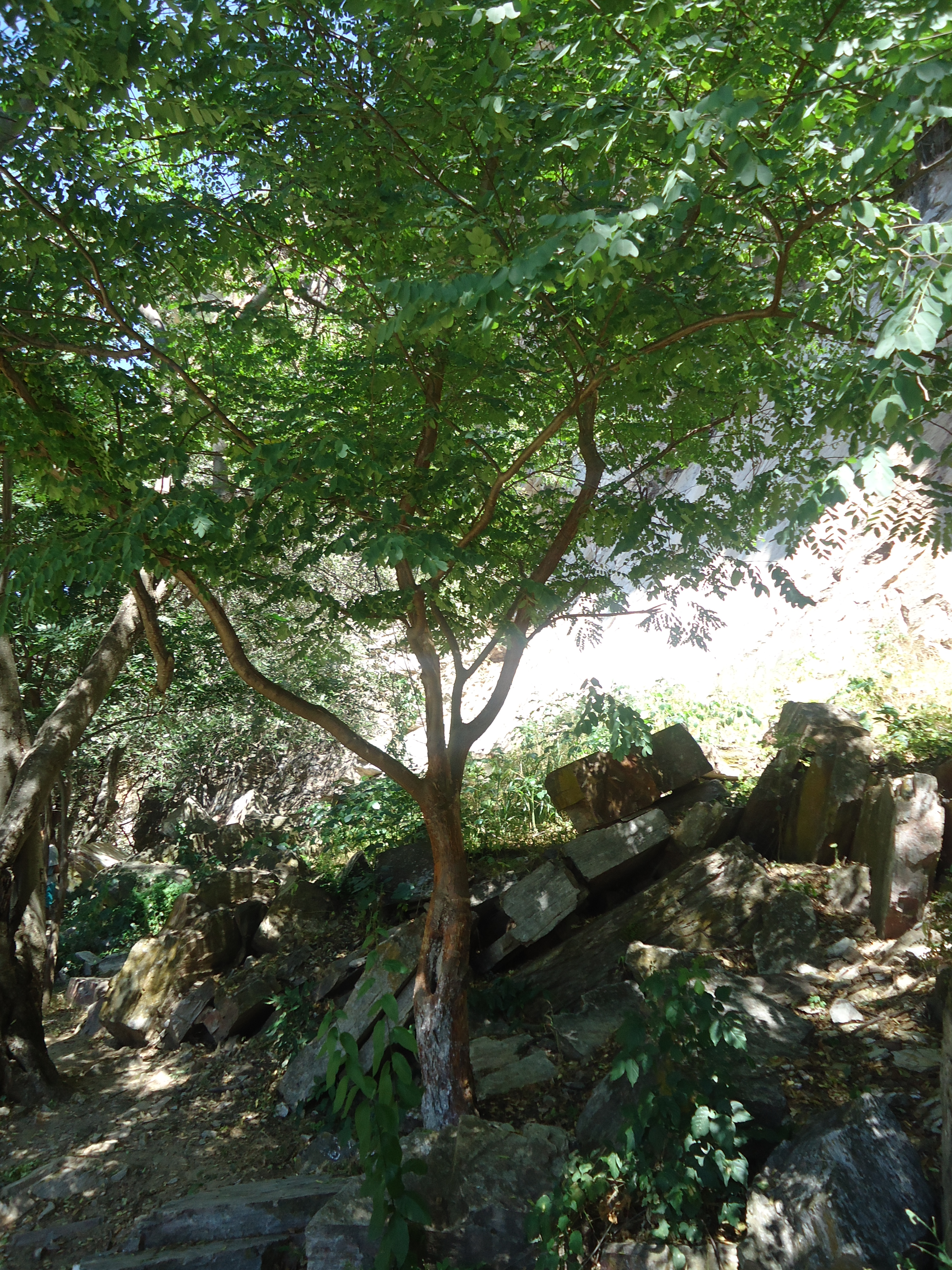
Vista del árbol

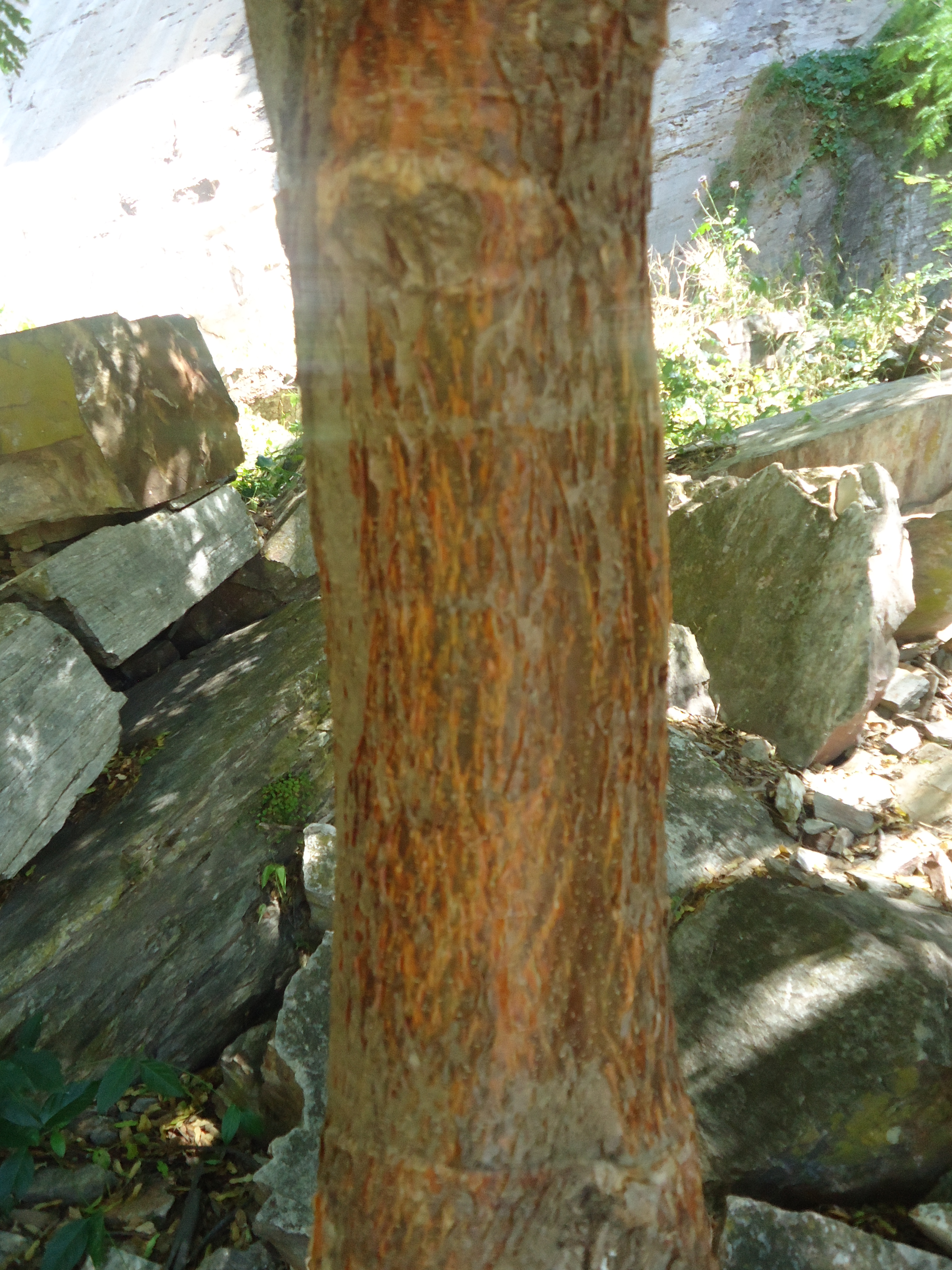
Tronco

## Distribución
Esta especie es nativa de Argentina, Bolivia, Brasil, Paraguay y del Perú. 
Está muy amenazada por pérdida de hábitat.

## Descripción
Es un árbol caducifolio, de gran desarrollo, 15-25 (ocasionalmente 35) m de altura de fuste recto de 5-13 dm de diámetro, corteza castaño anaranjada, lisa, se desprende en escamas papiláceas; copa aplanada, follaje verde oscuro; hojas alternas, pinnadas, 8-22 cm de largo, 7-12 foliolos elípticos, alternos, 3-5 cm × 2-3 cm
Inflorescencia racimo terminal, o axilar, flores con pétalos redondos, blancos.  Fruto legumbre oblonga, dura, 5-8 cm × 1-2 cm, pardo oscuro, y semilla ovoide, marrón de 4-7 cm de largo, con ala larga.
Florece de octubre a diciembre, fructifica de julio a agosto, y se cosecha de agosto a septiembre.

## Dos especies
No es raro encontrar confusión sobre nombres de especies entre los investigadores y cultivadores de Amburana. Las mismas especies pueden ser mencionadas usando diferentes nombres en diferentes países, por diferentes investigadores y en diferentes colecciones de semillas.
Sin embargo las últimas relaciones taxonómicas manejadas por instituciones como el Jardín Botánico de Misuri y Jardín Botánico de Nueva York, señalan la existencia de dos especies distintas:
- Amburana acreana (Ducke) A.C.Sm., con sinónimo Torresia acreana y mencionada por primera vez en la revista Arquivos do Instituto de Biología Vegetal en 1935. Crece en las regiones amazónicas del Perú, Bolivia y Brasil.

- Amburana cearensis (Allemão) A.C.Sm., con sinónimo Torresia cearensis Allemão y mencionada por primera vez en la revista Trab. Comm. Sc. Expl. Ceara Secc. Bot. en 1862. Crece en zonas de Brasil, Bolivia, Argentina, Paraguay y Perú.

Con respecto a A. cearensis se han realizado estudios experimentales de crecimiento en el Perú, Brasil y Paraguay. Es una especie muy explotada comercialmente por su alto valor económico y está amenazada de desaparición en algunos lugares.

## Uso
Una de las maderas más costosas de Paraguay. Para mueblería, ebanistería, enchapados, láminas. 
Duramen amarillo a castaño,  vetas pronunciadas, o uniforme (a veces con vetas oscuras); albura diferente al color del duramen. Olor a cumarina. Peso específico: 520–570–650 kg/m³

### Uso medicinal
La corteza, la hoja en tereré o en infusión de mate para calmar un golpe interno o, para el asma.

## Taxonomía
Amburana cearensis fue descritas por (Allemão) A.C.Sm. y publicado en Tropical Woods 62: 30. 1940.

## Nombres comunes
- Guaraní: yvyra-piriri-guasu
- Castellano: ishpingo, sorioco (Perú); roble americano (Bol, Arg); roble criollo, roble del país, roble, palo trébol, trébol (Arg); trébol (Par).[7]